# 23 juillet 1980
Le mercredi 23 juillet 1980 est le 205e jour de l'année 1980.

## Naissances
- Benny De Schrooder, coureur cycliste belge
- Craig Stevens, nageur australien
- Dallas McPherson, joueur américain de baseball
- Graham Canty, joueur irlandais de Football gaélique
- Jimmy Tau, joueur de football sud-africain
- La the Darkman, rappeur américain
- Lee Byeong-heon, réalisateur et scénariste sud-coréen
- Marc Schneider, footballeur  et entraineur suisse
- Michelle Williams, chanteuse américaine
- Robin Scherbatsky, personnage de la série How I Met Your Mother
- Sidique Mansaray, joueur de football sierra-léonais

## Décès
- Alfonso Carlos Comín (né le 9 août 1933), ingénieur espagnol
- Hébert Roux (né le 16 mai 1902), pasteur français
- Keith Godchaux (né le 19 juillet 1948), pianiste américain
- Mollie Steimer (née le 21 novembre 1897), militante anarchiste d'origine russe
- Olivia Manning (née le 2 mars 1908), femme de lettres britannique
- Sarto Fournier (né le 15 février 1908), maire de Montréal, Québec (1957-1960)
- Walter Henry Snell (né le 19 mai 1889), joueur américain de baseball et mycologue

## Événements
- Sortie de la chanson He's So Shy du groupe The Pointer Sisters